# Oleksij Bjelik
Oleksij Hryhorovyč Bjelik (in ucraino Олексій Григорович Бєлік?; Donec'k, 15 febbraio 1981) è un ex calciatore ucraino, di ruolo attaccante.

## Carriera

### Club
Cresciuto nelle giovanili dello Shakhtar Doneck, ha debuttato in prima squadra nel 1999. Con questo club ha vinto tre campionati ucraini e tre Coppe d'Ucraina; vi ha militato per otto anni, prima di trasferirsi in prestito al Bochum nel gennaio 2008, durante la sessione invernale del calciomercato.
Nell'estate del 2008 ha fatto ritorno in patria, questa volta per giocare nel Dnipro Dnipropetrovs'k.

### Nazionale
Con la maglia della Nazionale ucraina ha debuttato nel 2004 e ha raggiunto il miglior risultato nella storia della selezione del suo paese, i quarti di finale al campionato del mondo 2006.

## Palmarès

### Club

#### Competizioni nazionali
- Campionato ucraino: 3

Šachtar: 2001-2002, 2004-2005, 2005-2006
- Coppa d'Ucraina: 3

Šachtar: 2000-2001, 2001-2002, 2003-2004
- Supercoppa d'Ucraina: 1

Šachtar: 2005